# Гриньківка (річка)
Гриньківка — річка в Україні, у Житомирському районі Житомирської області. Ліва притока Гнилоп'яті (басейн Дніпра).

## Опис
Довжина річки приблизно 2,5 км.

## Розташування
Бере початок на північному сході від Пилипівки. Тече переважно на південний схід і на південному заході від Рудні-Городища впадає у річку Гнилоп'ять, праву притоку Тетерева.